# Lauren Holly
Lauren Michael Holly (ur. 28 października 1963 w Bristolu) – amerykańsko-kanadyjska aktorka, zdobywczyni MTV Movie Award, nominowana także do nagrody Emmy oraz Złotej Maliny. W 2008 została obywatelką Kanady. Znana z roli Mary Swanson w komedii braci Farrelly'ch Głupi i głupszy. Od 2005 do 2008 roku wcielała się w postać Jenny Shepard w serialu telewizyjnym stacji Columbia Broadcasting System Agenci NCIS.

## Życiorys

### Wczesne lata
Urodziła się w Bristolu w stanie Pensylwania jako córka Michael Ann Holly i Granta Holly. Jej matka była historykiem sztuki, pedagogiem, producentką i pisarką, dyrektorką programu badawczego i akademickiego w Sterling and Francine Clark Art Institute, a ojciec był profesorem literatury w Hobart and William Smith Colleges i administratorem. Miała dwóch młodszych braci: Nicka i Alexandra Innesa (1978–1992, zm. w wieku 14 lat). Holly wychowała się w Genevie w stanie Nowy Jork, gdzie w 1981 ukończyła Geneva High School i była cheerleaderką. Spędziła czas podróżując po Europie i przez rok mieszkała w Londynie, gdzie wieku 12 lat uczyła się gry na flecie w London Academy of Music and Dramatic Art. W 1985 uzyskała licencjat na wydziale literatury angielskiej w Sarah Lawrence College w Nowym Jorku.

### Kariera

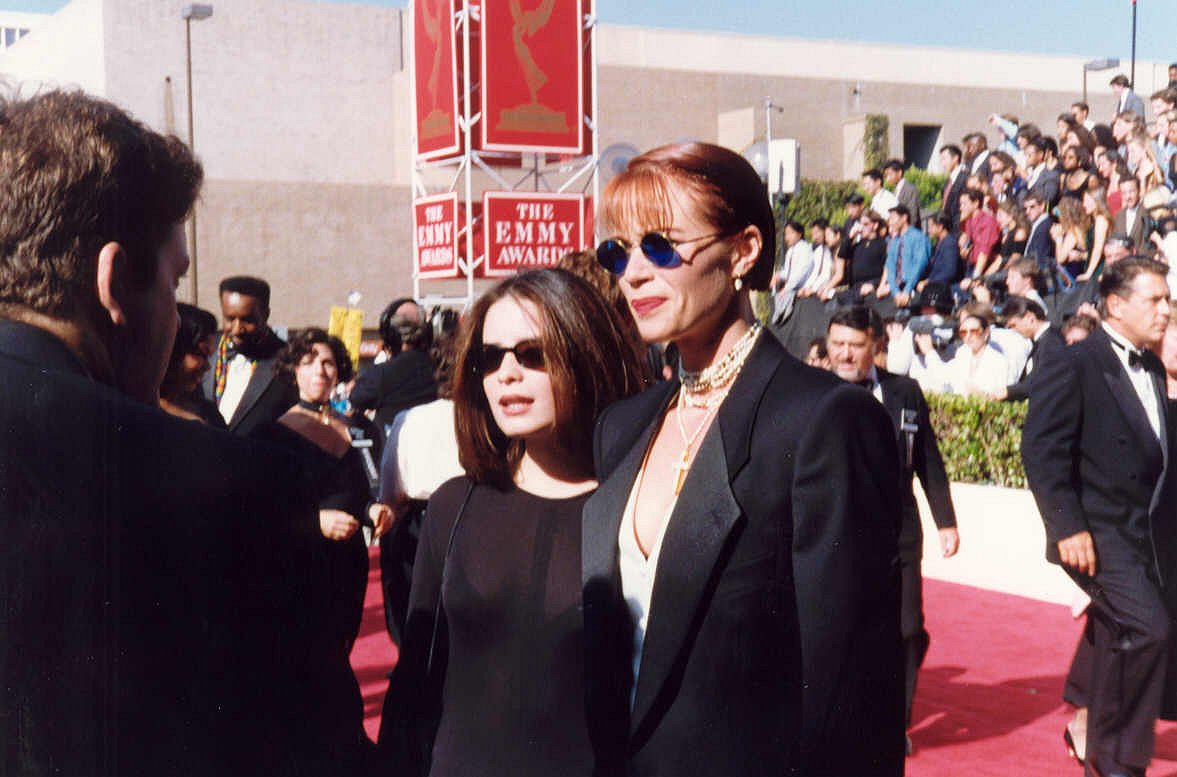
Holly Marie Combs i Lauren Holly podczas rozdania nagród Emmy w 1991

Zaczęła jako modelka i grała w reklamach telewizyjnych. W 1994 wystąpiła gościnnie w serialu NBC Posterunek przy Hill Street. W 1985 zadebiutowała jako Lisa w komediodramacie Siedem minut w niebie (Seven Minutes in Heaven) z Jennifer Connelly, a także w dramacie telewizyjnym ABC Miłość żyje nadal (Love Lives On) w reżyserii Larry’ego Peerce u boku Mary Stuart Masterson, Sama Waterstona, Louise Latham i Christine Lahti. W latach 1986–1989 występowała w operze mydlanej ABC Wszystkie moje dzieci (All My Children).  
W 1991 zagrała postać Kate Ward w jednym z odcinków serialu CBS The Antagonists - pt. „Con Safos”. W latach 1992–1996 wcieliła się w zastępcę szeryfa Maxine Stewart w Gdzie diabeł mówi dobranoc (Picket Fences).
W 1993 zagrała Lindę Lee, żonę Bruce’a Lee w filmie biograficznym Roba Cohena Smok. Historia Bruce’a Lee (Dragon: The Bruce Lee Story). Rok później odrzuciła swoją rolę w komedii Ace Ventura: Psi detektyw (Ace Ventura: Animal Detective), którą ostatecznie przyjęła Courteney Cox. W komedii Głupi i głupszy (1994) z Jimem Carreyem wystąpiła w roli Mary Swanson. Pojawiła się też w teledysku Dixie Chicks „Goodbye Earl” (1999).
Za kreację Ethel Kennedy Jackie, Ethel, Joan: The Women of Camelot (2001) była nominowana do Nagrody Satelity. Od 2005 do 2008 roku wcielała się w postać Jenny Shepard w serialu telewizyjnym stacji Columbia Broadcasting System Agenci NCIS.

## Życie prywatne
W latach 1991–1993 jej mężem był Daniele Anthony „Danny” Quinn, syn aktora Anthony’ego Quinna. 23 września 1996 wyszła za mąż za aktora komediowego Jima Carreya. Jednak 29 lipca 1997 rozwiedli się. 10 marca 2001 poślubiła Francisa Greco. Mają trzech adoptowanych synów - Aleksandra Josepha (od imienia zmarłego brata), George’a i Henry’ego. W 2014 doszło do rozwodu. Od 2008 zamieszkała w Toronto w Kanadzie.

## Filmografia

### filmy fabularne
- 1993: Smok. Historia Bruce’a Lee jako Linda Lee
- 1994: Głupi i głupszy (Dumb and Dumber) jako Mary Swanson
- 1995: Sabrina jako dr Elizabeth Tyson
- 1996: Piękne dziewczyny (Beautiful Girls) jako Darian Smalls
- 1996: Nagi peryskop (Down Periscope) jako porucznik Emily Lake
- 1997: Turbulencja (Turbulence ) jako Teri Halloran
- 1998: Nie patrz wstecz (No Looking Back ) jako Claudia
- 1999: Męska gra (Any Given Sunday) jako Cindy Rooney
- 2000: Czego pragną kobiety (What Women Want) jako Gigi
- 2002: Święty Mikołaj Junior (Santa, Jr., TV) jako Susan Flynn
- 2002: Spirited Away: W krainie bogów jako matka Chihiro (głos; wersja angielska)
- 2004: W rękach wroga (In Enemy Hands) jako Rachel Travers
- 2009: Adrenalina 2. Pod napięciem (Crank: High Voltage) jako psychiatra
- 2017: Zło we mnie (The Blackcoat's Daughter) jako Linda

### seriale TV
- 1984: Posterunek przy Hill Street jako Carla Walicki
- 1986-1989: Wszystkie moje dzieci (All My Children) jako Julie Chandler
- 1992–1996: Gdzie diabeł mówi dobranoc (Picket Fences) jako Maxine Stewart
- 1999–2000: Szpital Dobrej Nadziei (Chicago Hope) jako dr Jeremy Hanlon
- 2001: Jak pan może, panie doktorze? (Becker) jako Laura
- 2002: Powrót do Providence (Providence) jako Darla Rosario
- 2003: CSI: Kryminalne zagadki Miami (CSI: Miami) jako Hayley Wilson
- 2005–2008: Agenci NCIS (NCIS) jako Jenny Shepard
- 2009: Uczciwy przekręt (Leverage) jako pani Tobey Earnshaw
- 2010: Kamuflaż (Covert Affairs) jako Madeline Jarvis
- 2010: Punkt krytyczny (Flashpoint) jako Jill Hastings
- 2010–2012 : Chuck i przyjaciele jako Haulie (głos)
- 2011: Nowe gliny (Rookie Blue) jako Elaine Peck
- 2012: Zagubiona tożsamość (Lost Girl) jako Sadie
- 2012: Alphas jako senator Charlotte Burton
- 2013–2016: Motyw (Motive) jako dr Betty Rogers
- 2017: Lucyfer (Lucifer) jako Roxie Pagliani